# كولن كامبل (كاهن كاثوليكي)
كولن كامبل (بالإنجليزية: Colin Campbell)‏ هو كاهن كاثوليكي نيوزيلندي، ولد في 21 سبتمبر 1941 في دنيدن في نيوزيلندا.